# Anisodes prionodes
Anisodes prionodes là một loài bướm đêm trong họ Geometridae.